# Uroš Macerl
Uroš Macerl (* 4. Juli 1968) ist ein Biobauer und Umweltaktivist aus Slowenien. Er wurde 2017 mit dem Goldman-Umweltpreis ausgezeichnet, nachdem er erfolgreich gegen den Betreiber eines Zementofens geklagt hatte, der in der Nähe seines Hofes gefährliche Abfälle verbrannte.

## Biografie

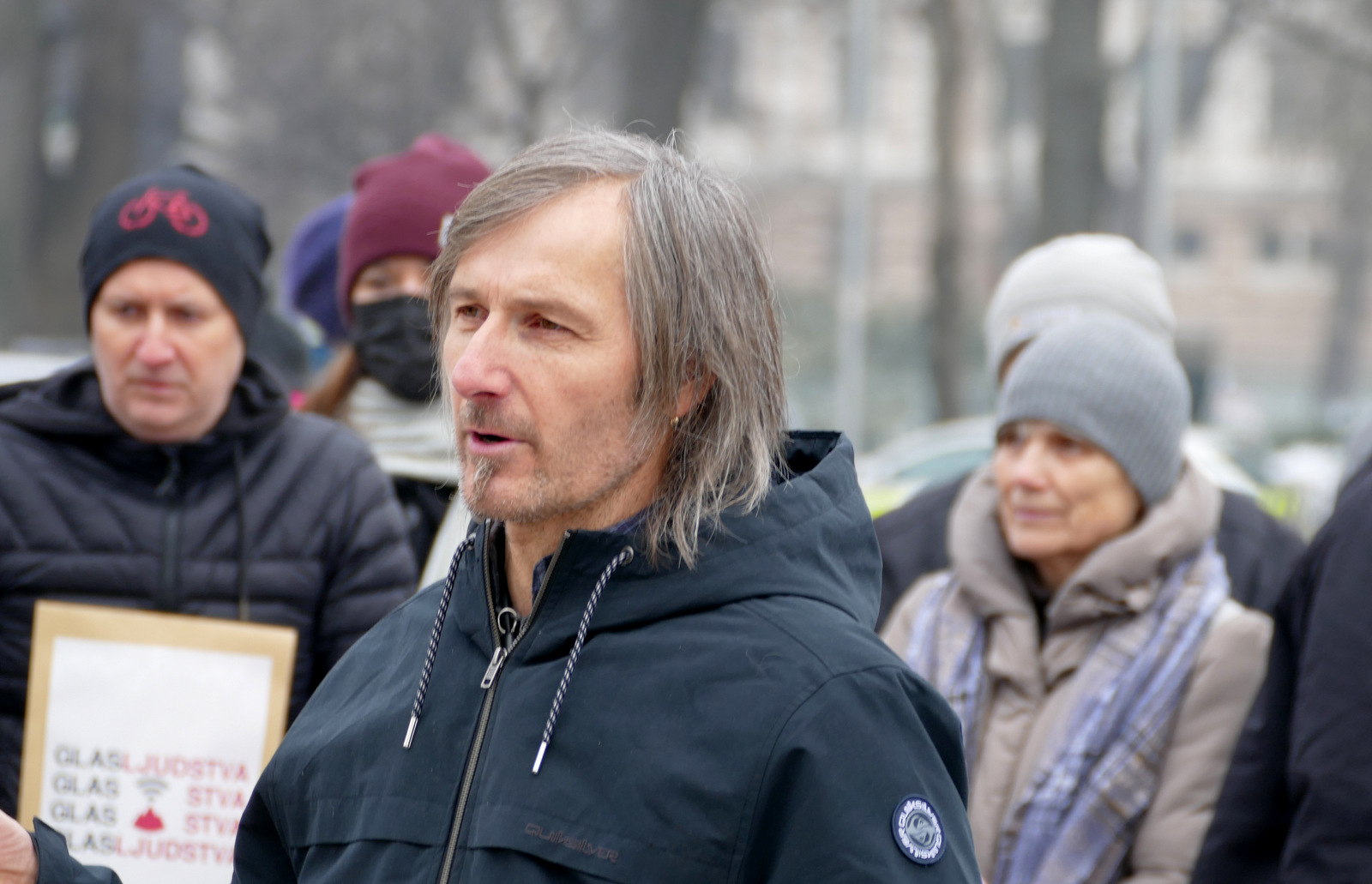
Der Biobauer und Klimaaktivist Uroš Macerl

Der Bauernhof von Macerls Familie liegt auf einem Hügel in der Nähe der Stadt Trbovlje. Die Luftverschmutzung durch nahegelegene Fabriken beeinträchtigt die Menschen und die Tierwelt in der Region seit langem. Macerl wuchs auf dem Bauernhof auf, der damals seinem Großvater gehörte; er sagte, er erinnere sich an die Auswirkungen der Kohlenstaubverschmutzung auf dem Bauernhof, die er als Kind miterlebt habe. Macerl stellte auf die Schafzucht um, nachdem er wegen der zunehmenden Luftverschmutzung keinen Ackerbau mehr betreiben konnte. Die Region, in der Macerl in Zentralslowenien lebte, war seit jeher von der Luftverschmutzung durch Emissionen aus Industriestädten betroffen. Die Region wies überdurchschnittlich hohe Raten an Krebserkrankungen und Atemwegserkrankungen bei Kindern auf. Die Europäische Union hat in den letzten Jahren Anreize für Unternehmen geschaffen, die bereit sind, Energiequellen wie "medizinische Abfälle, Altreifen und andere industrielle Rückstände" anstelle von Kohle zu verbrennen. Infolge dieser Politik begannen Unternehmen wie Lafarge Cement damit, alte Industrieanlagen auf den neuen Brennstoff umzurüsten. Lafarge begann mit der Verbrennung von Petrolkoks, einem Nebenprodukt der Erdölraffination in einem 130 Jahre alten Zementwerk. Sowohl die Zementherstellung als auch die Verbrennung von Petrolkoks sind bekanntermaßen sehr umweltschädlich.
Macerls Familienbetrieb befand sich in der Nähe des von Lafarge wiedereröffneten Werks. Macerl, der Vorsitzende einer lokalen Umweltgruppe namens Eko Krog ("Öko-Kreis"), organisierte Anwohner, um Daten über die Luftverschmutzung zu sammeln. Obwohl sie diese den Medien präsentierten, hatte dies kaum Auswirkungen. Im Jahr 2009 beantragte Lafarge eine Genehmigung für die Verbrennung gefährlicher Abfälle in der Anlage. Macerls Grundstück lag in der Zone, die nach Angaben des Unternehmens betroffen wäre, so dass er die Genehmigung vor Gericht anfechten konnte. Macerl war die einzige Person, die rechtlich befugt war, diese Anfechtung vor der Europäischen Kommission vorzubringen, wo der Rechtsstreit von den lokalen Behörden geführt wurde. Die Kommission entschied 2015 zugunsten der Bewohner der Stadt, und Lafarge wurde gezwungen, die Zementproduktion im Werk einzustellen. 2017 wurde Macerl mit dem Goldman-Umweltpreis ausgezeichnet, der in den slowenischen Medien als Nobelpreis für Umweltaktivismus bezeichnet wurde. Macerls Rechtsstreit führte zur Trennung von seiner Ehefrau. Er sagte, dass sein Einsatz seine drei Kinder gelehrt habe, "dass sich der Kampf gelohnt hat".

## Hinweise und Referenzen
1. 1 2 3 4 5 6  Uroš Macerl - Goldman Environmental Prize. 18. März 2022, abgerufen am 1. August 2023 (amerikanisches Englisch).
2. 1 2 3  Uroš Macerl: Capital shows no mercy for the lives of people and children nor for the environment. Abgerufen am 1. August 2023 (slowenisch).
3. 1 2 3 4  The riveting stories of this year’s six Goldman prize winners. In: The Hindu. 24. April 2017, ISSN 0971-751X (thehindu.com [abgerufen am 1. August 2023]).
4. 1 2 3 4 5  2017 Goldman environmental prize recipients – in pictures. In: the Guardian. 24. April 2017, ISSN 0261-3077 (theguardian.com [abgerufen am 1. August 2023]).
5. ↑  Ex-child soldier wins environment prize. In: BBC News. 24. April 2017 (bbc.com [abgerufen am 1. August 2023]).
6. ↑  Bojan Kavcic: Slovenia's 'eco-hero' who crushed a cement giant. Abgerufen am 1. August 2023 (englisch).

| Personendaten    | Personendaten               |
| ---------------- | --------------------------- |
| NAME             | Macerl, Uroš                |
| KURZBESCHREIBUNG | Biobauer und Umweltaktivist |
| GEBURTSDATUM     | 4. Juli 1968                |